# 卡斯托 (密蘇里州)
卡斯托（英語：Castor）是位於美國密蘇里州波林格縣的鬼鎮。

## 歷史
卡斯托的郵局於1870年設立，其後於1914年停運。

## 地理
卡斯托所處的海拔為高於海平面107米（即351英呎），而該地所採用的時區為UTC-6，即北美中部時區（CST）。同時該地設有夏令時間，為UTC-6調快一小時，即UTC-5（CDT）。